# Властелинът на пръстените: Войната на Рохиримите
„Властелинът на пръстените: Войната на Рохиримите“ (на английски: The Lord of the Rings: The War of Rohirrim) е аниме от 2024 г., адаптация на романа „Властелинът на пръстените“ на Толкин. Филмът е продукция на „Ню Лайн Синема“, „Уорнър Брос Анимейшън“ и „Сола Ентъртейнмънт“. Филмът е предистория на филмовата трилогия „Властелинът на пръстените“ (2001-2003), като действието се развива 183 години преди събитията от трилогията. Режисьор е Кенджи Камияма, сценарият е на Джефри Адис, Уил Матюс, Фийби Гитинс и Арти Пападжорджу, а във филма ролите озвучават Брайън Кокс, Гая Уайс, Люк Паскуалино и Миранда Ото.
Филмът излиза в световен мащаб на 5 декември 2024 г., преди да излезе в Съединените щати на 13 декември 2024 г. в разпространение от „Уорнър Брос Пикчърс“.

## Озвучаващ състав
- Браян Кокс – Хелм Хамърхенд[2][3][4]
- Гая Уайс – Хера[2]
- Люк Паскуалино – Улф[2]
- Миранда Ото – Еовин[2]
- Лорейн Асборн – Олвин
- Яздан Яфури – Хама, син на Хелм[5][6]
- Бенджамин Бенрайт – Халет, син на Хелм[5][6]
- Лорънс Убонг Уилямс – Фреалаф Хилдесън[7]
- Шон Дули – Фрека, бащата на Улф
- Майкъл Уайлдман – Генерал Тарг
- Джуд Акувидике – Лорд Торн
- Билал Хасна – Лиеф